# Boccolo de' Tassi
Boccolo de' Tassi o Boccolo dei Tassi, comune autonomo fino al 1927, è una frazione del comune di Bardi, in provincia di Parma.
La località dista 8,15 km dal capoluogo.

## Geografia fisica
Il piccolo borgo appenninico sorge alla quota di 875 m s.l.m. sul versante sinistro della val Dorbora, alle pendici occidentali del monte Lama.

## Storia
Le più antiche tracce della presenza umana nella zona del monte Lama, portate alla luce verso il 1980, risalgono al Paleolitico medio, quando gli antichi cacciatori utilizzavano i diaspri per la produzione di lame e altri utensili; le rocce, molto robuste e taglienti, continuarono a essere estratte ininterrottamente fino all'età del rame per la realizzazione di pugnali e punte di frecce.
Il borgo di Boccolo sorse forse in epoca alto-medievale lungo la via dei Monasteri, percorso alternativo alla via di Monte Bardone utilizzato dai pellegrini diretti a Roma dal nord Europa, nel suo tratto sovrapposto alla via degli Abati; nel X secolo i monaci dell'abbazia di San Colombano di Bobbio fondarono sulla sponda sinistra del rio Dorbora un ospizio per accogliere i numerosi viandanti di passaggio.

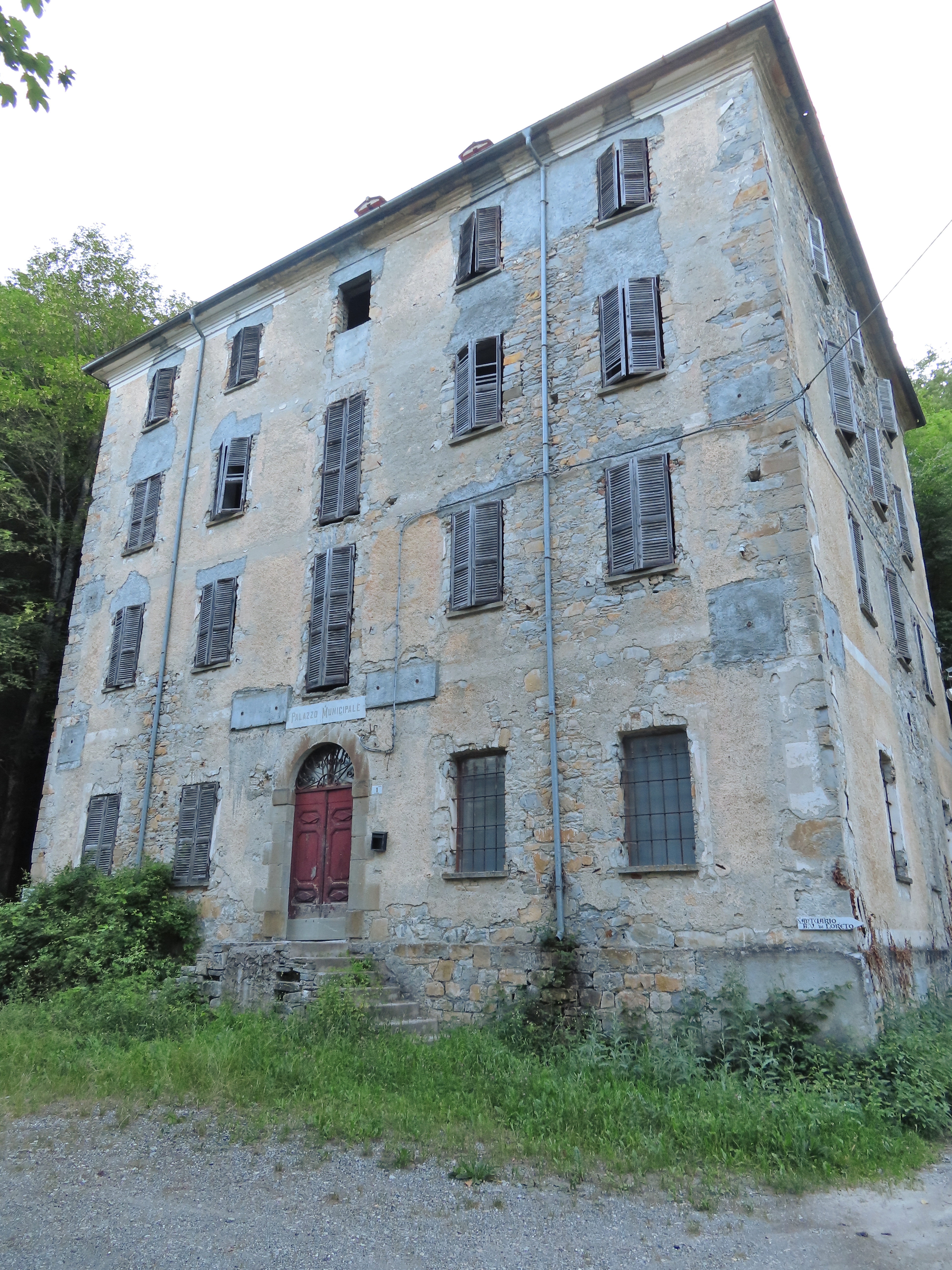
Ex palazzo comunale a Pione

In seguito all'abolizione dei diritti feudali sancita da Napoleone per il ducato di Parma e Piacenza nel 1805, fu costituito il nuovo comune (o mairie) di Boccolo de' Tassi; tuttavia, a causa della sua collocazione molto decentrata rispetto al territorio comunale, nel 1828 la sede municipale fu spostata a Pione.
In quei decenni la povertà di risorse della zona provocò l'inizio del processo di emigrazione verso terre straniere, che culminò verso la fine del XIX secolo. La meta principale degli emigrati boccolesi era costituita da Parigi, ove si specializzarono principalmente nell'attività di scaldini, addetti al funzionamento delle caldaie a carbone; nei mesi estivi, venute meno le necessità del riscaldamento, facevano rientro nella terra natia per occuparsi delle loro proprietà, dedicandosi all'agricoltura e all'allevamento del bestiame.
Nel 1923 il comune di Boccolo de' Tassi fu scorporato dalla provincia di Piacenza e assegnato a quella di Parma, mentre il 27 gennaio del 1927 fu sciolto e suddiviso tra i comuni di Farini d'Olmo, Ferriere, Bardi e il neo-costituito Pione, a sua volta assorbito dopo 5 mesi da quello di Bardi.

## Monumenti e luoghi d'interesse

### Chiesa della Beata Vergine Annunciata

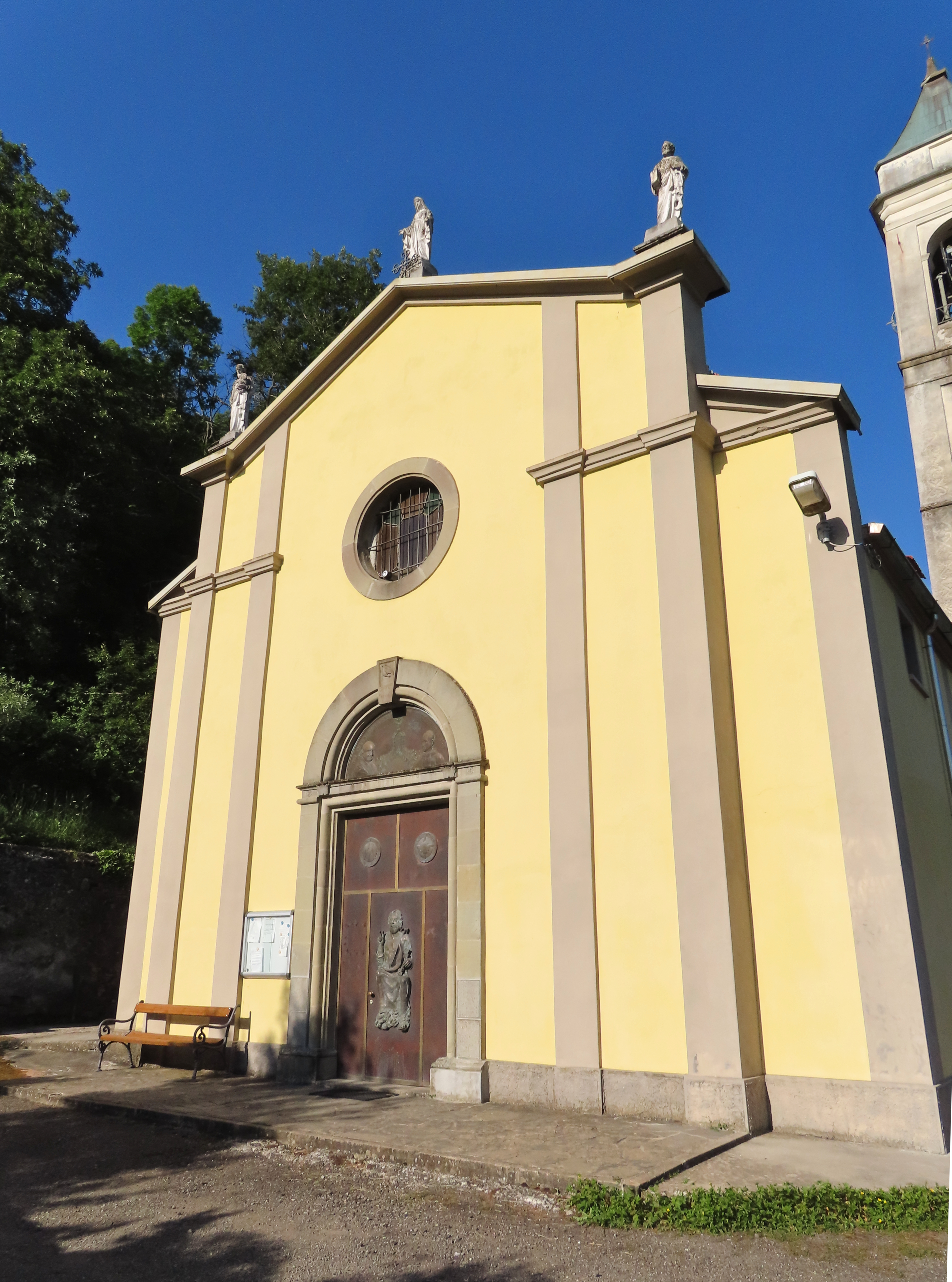
Chiesa della Beata Vergine Annunciata

A lungo unita alla chiesa di San Michele Arcangelo di Grezzo, la cappella originaria, dedicata a san Pietro, fu elevata a sede parrocchiale autonoma nel 1565; ricostruita nel XVII secolo, la chiesa fu ristrutturata in forme neoclassiche nel XIX secolo; riconsacrata nel 1900 alla beata Vergine Annunciata, fu affiancata dalla sagrestia nel 1913. Il luogo di culto, decorato internamente con lesene e affreschi sulla volta a botte lunettata, accoglie sei cappelle laterali.

### Oratorio della Beata Vergine di Caravaggio
Edificato nel 1923, il piccolo oratorio di Taverna è preceduto da un portico centrale; all'interno la navata, coperta da una volta a botte, è decorata con un cornicione modanato e accoglie nell'abside l'altare maggiore.